# Gleuber Vieira
Gleuber Vieira GCMM • ComA (Rio de Janeiro, 8 de dezembro de 1933 — Rio de Janeiro, 19 de janeiro de 2025) foi um general-de-exército brasileiro, que foi Ministro e Comandante do Exército entre 1 de janeiro de 1999 e 1 de janeiro de 2003.

## Carreira militar

### Oficial
Graduou-se aspirante-a-oficial de artilharia em 1954, na Academia Militar das Agulhas Negras, como segundo colocado de sua turma. Foi premiado com menção honrosa por ter-se destacado no curso de história militar. Foi o primeiro colocado de sua turma de artilharia na Escola de Aperfeiçoamento de Oficiais e também na Escola de Comando e Estado-Maior do Exército, o que lhe valeu a Medalha Marechal Hermes de prata dourada com duas coroas. Graduou-se ainda em ciências econômicas na Faculdade de Ciências Econômicas do Rio de Janeiro, em 1965.
Como tenente e capitão, foi instrutor do Centro de Preparação de Oficiais da Reserva do Rio de Janeiro, da Academia Militar das Agulhas Negras e da Escola de Aperfeiçoamento de Oficiais. Quando era tenente-coronel, serviu na Casa Militar do presidente Ernesto Geisel.  Como coronel, comandou o 11º Grupo de Artilharia de Campanha, no Rio de Janeiro, entre julho de 1979 e agosto de 1981.

### Oficial General
Foi promovido a General de Brigada em 31 de março de 1987 e designado para comandar a Artilharia Divisionária da 3ª Divisão de Exército, em Cruz Alta. Entre 28 de fevereiro de 1989 e 21 de fevereiro de 1991, comandou a Escola de Aperfeiçoamento de Oficiais.
Ascendeu a General de Exército em 31 de março de 1995, sendo chefe do Departamento de Ensino e Pesquisa, órgão de direção setorial responsável por implementar a política educacional do ensino militar bélico no âmbito do Ministério do Exército, entre 1995 e 1997. Ao assumir a chefia do DEP, criou e liderou um amplo processo de modernização do ensino no Exército.
Admitido à Ordem do Mérito Militar, foi promovido ao grau de Grande-Oficial ordinário em 1992 e a Grã-Cruz em 1995. Em 1978, foi admitido à Ordem Militar de Avis de Portugal no grau de Comendador.
Foi chefe do Estado-Maior do Exército, órgão de direção geral responsável, perante o Ministro do Exército, pela preparação da força no cumprimento de sua destinação constitucional, de 29 de janeiro de 1997 a 7 de janeiro de 1999. No EME, adotou iniciativas concretas em prol da valorização da história militar.
Em 1 de janeiro de 1999, no início do segundo governo de Fernando Henrique Cardoso, assumiu o Ministério do Exército. Contudo, com a criação do Ministério da Defesa e a transformação dos Ministérios Militares em Comandos, em 9 de junho de 1999 assumiu o cargo de Comandante do Exército, no qual permaneceu até o fim do governo, em 1 de janeiro de 2003, quando passou a função para o General de Exército Francisco Roberto de Albuquerque.
Em seu Comando, o Brasil participou de Missões de Paz da Organização das Nações Unidas em Moçambique (ONUMOZ) e em Angola (UNAVEM-III), com um efetivo maior contando com a participação de tropas. As mulheres passaram a ser ingressar nos Colégios Militares, no Instituto Militar de Engenharia e na Escola de Saúde do Exército. Em janeiro de 1999, ao deixar o Comando, passou a ocupar uma cadeira nos conselhos de administração da Petrobras e da BR Distribuidora.
Ao longo da carreira publicou vários trabalhos, entre eles o livro História oral do Exército na Segunda Guerra Mundial (2001), e criou a Fundação Cultural Exército Brasileiro. Participou também de conferências e seminários relacionados, entre outros temas, a segurança e defesa, segurança do Estado, segurança hemisférica e Mercosul em tempos de globalização.
Após sua ida para a reserva, viveu no Rio de Janeiro, onde trabalhou na tradução de livros do inglês para o português. Faleceu na mesma cidade em 19 de janeiro de 2025.

## Homenagem
A turma de alunos que ingressou na Escola Preparatória de Cadetes do Exército em 2025 e que será declarada Aspirante a Oficial na Academia Militar das Agulhas Negras em 2029, foi denominada Turma General Gleuber Vieira, em sua homenagem.